# ویلیام سیدنی آتکینز
ویلیام سیدنی آتکینز (انگلیسی: William Sydney Atkins; ۶ فوریهٔ ۱۹۰۲ – ۱۵ اوت ۱۹۸۹) کارآفرین اهل بریتانیا بود، که در سال ۱۹۸۲ شرکت مهندسی آتکینز را تأسیس نمود.